# Ričardas Bukšaitis
Ričardas Bukšaitis war ein litauischer Fußballspieler.

## Karriere
Ričardas Bukšaitis spielte in seiner Vereinskarriere für die SpVgg Memel.
Im August 1930 debütierte er in der Litauischen Fußballnationalmannschaft während des Baltic Cups gegen Estland. Im Jahr 1932 nahm er mit der Nationalmannschaft ein weiteres Mal am Turnier teil.
Zwischen 1930 und 1933 absolvierte Bukšaitis sieben Länderspiele für die Litauische Nationalmannschaft.